# Utada Hikaru SINGLE COLLECTION VOL.1
『Utada Hikaru SINGLE COLLECTION VOL.1』（ウタダヒカル シングル・コレクション・ヴォリューム・ワン）は、2004年3月31日に東芝EMIのレーベル・イーストワールドよりリリースされた宇多田ヒカルのコンピレーション・アルバム。

## 概要
結婚後アルバムを発表していなかったところに突如ベスト・アルバムがリリースされたことで当時話題になった。ベスト・アルバムとしては2024年の『SCIENCE FICTION』が公式には初であり、本作は2024年現在ではコンピレーション・アルバムの位置づけになっている。
ブックレットに刻まれた“思春期”というのは「最初このアルバムにタイトルを付けようか迷い、付けるなら“思春期”にしようと思った」とインタビューで語っている。しかし「タイトルは無しでいこう」ということになってしまい、「ただSINGLE COLLECTIONじゃ味気ないから、それなら中に書いちゃえ」ということになった経緯があるとのこと。
またジャケットの上部に描かれている宇多田の顔は「SAKURAドロップス / Letters」のジャケットの顔と一致している。
1998年のデビューシングル「Automatic / time will tell」から2003年の12thシングル「COLORS」までの全てのシングル曲が収録されている。全曲リマスタリングされ、音質はこれまでのシングル盤から格段に上がっている。基本的に発売順に並べられているが、デビューシングルである「Automatic / time will tell」のみ曲順が入れ替わっている。
オリコン週間アルバムランキングでは史上初となる4作連続での初動ミリオンを達成。2004年度オリコン年間アルバムランキング1位を獲得、史上最多となる4作目の年間1位獲得作品となった。また、2000年代で最後となる初動売上100万枚を突破した作品である。
2017年9月時点でTSUTAYAにおいて累計261万回以上がレンタルされ、同時点でTSUTAYAにおけるベスト盤のレンタル回数では歴代8位である。
後の2010年11月24日には、本作の続編である「Utada Hikaru SINGLE COLLECTION VOL.2」がリリースされた。

## 収録内容
| 全作詞: 宇多田ヒカル。 |                                       |              |                         |                                               |      |
| #                      | タイトル                              | 作詞         | 作曲                    | 編曲                                          | 時間 |
| 1.                     | 「time will tell」                    | 宇多田ヒカル | 宇多田ヒカル            | 森俊之、磯村淳                                | 5:26 |
| 2.                     | 「Automatic」                         | 宇多田ヒカル | 宇多田ヒカル            | 西平彰                                        | 5:11 |
| 3.                     | 「Movin' on without you」             | 宇多田ヒカル | 宇多田ヒカル            | 村山晋一郎                                    | 4:40 |
| 4.                     | 「First Love」                        | 宇多田ヒカル | 宇多田ヒカル            | 河野圭                                        | 4:19 |
| 5.                     | 「Addicted To You」(UP-IN-HEAVEN MIX) | 宇多田ヒカル | 宇多田ヒカル            | ジミー・ジャム & テリー・ルイス               | 5:20 |
| 6.                     | 「Wait & See 〜リスク〜」             | 宇多田ヒカル | 宇多田ヒカル            | ジミー・ジャム & テリー・ルイス、宇多田ヒカル | 4:50 |
| 7.                     | 「For You」                           | 宇多田ヒカル | 宇多田ヒカル            | 河野圭                                        | 5:24 |
| 8.                     | 「タイム・リミット」                  | 宇多田ヒカル | 宇多田ヒカル & 久保琢郎 | ロドニー・ジャーキンス、宇多田ヒカル          | 4:56 |
| 9.                     | 「Can You Keep A Secret?」            | 宇多田ヒカル | 宇多田ヒカル            | 西平彰                                        | 5:10 |
| 10.                    | 「FINAL DISTANCE」                    | 宇多田ヒカル | 宇多田ヒカル            | 河野圭、宇多田ヒカル                          | 5:39 |
| 11.                    | 「traveling」                         | 宇多田ヒカル | 宇多田ヒカル            | 河野圭、宇多田ヒカル                          | 5:14 |
| 12.                    | 「光」                                | 宇多田ヒカル | 宇多田ヒカル            | 河野圭、宇多田ヒカル                          | 5:02 |
| 13.                    | 「SAKURAドロップス」                  | 宇多田ヒカル | 宇多田ヒカル            | 宇多田ヒカル、河野圭                          | 5:07 |
| 14.                    | 「Letters」                           | 宇多田ヒカル | 宇多田ヒカル            | 河野圭、宇多田ヒカル                          | 4:48 |
| 15.                    | 「COLORS」                            | 宇多田ヒカル | 宇多田ヒカル            | 宇多田ヒカル、河野圭                          | 3:59 |
| 合計時間:              | 合計時間:                             | 合計時間:    | 合計時間:               | 75:05                                         |      |

### 解説
1. time will tell
1stシングル。
フジテレビ系『ごきげんよう』エンディングテーマ。
2. Automatic
1stシングル。
フジテレビ系『笑う犬の生活-YARANEVA!!-』エンディングテーマ。
3. Movin' on without you
2ndシングル。
日産自動車「テラノ」CMソング。
4. First Love
3rdシングル。
TBS系ドラマ『魔女の条件』主題歌。
5. Addicted To You [UP-IN-HEAVEN MIX]
4thシングル。
ソニー「Media & Battery RED HOTキャンペーン'99」CMソング。
6. Wait & See 〜リスク〜
5thシングル。シングルバージョンはアルバム初収録。
7. For You
6thシングル。
8. タイム・リミット
6thシングル。
9. Can You Keep A Secret?
7thシングル。表記はないが、アルバム「Distance」収録のL-R左右反転バージョンで収録。
フジテレビ系ドラマ『HERO』主題歌。
10. FINAL DISTANCE
8thシングル。
NTTドコモ「M-stage」CMソング。
11. traveling
9thシングル。
NTTドコモ「FOMA」CMソング。
12. 光
10thシングル。
スクウェア「KINGDOM HEARTS」テーマソング、アサヒ飲料「三ツ矢サイダーキングダムハーツデザイン」CMソング。
13. SAKURAドロップス
11thシングル。
TBS系ドラマ『First Love』主題歌。
14. Letters
11thシングル。
NTTドコモ「FOMA」CMソング。
15. COLORS
12thシングル。アルバム初収録。後にアルバム「ULTRA BLUE」にも収録された。
トヨタ自動車「ウィッシュ」CMソング。